# James Willstrop
James Willstrop (North Walsham, 15 agosto 1983) è un giocatore di squash inglese.

## Carriera
Nel 2002, Willstrop ha conquistato il suo terzo titolo nazionale giovanile consecutivo, affermandosi come il giocatore junior inglese di maggior successo di tutti i tempi, avendo vinto titoli in tutte le fasce d'età (under 12, under 14, under 17 e under 19). Nello stesso anno si è affermato come il miglior giocatore giovanile al mondo, conquistando il titolo europeo e mondiale juniores.
Nel 2004, ha vinto il Pakistan Open a Islamabad (battendo Amr Shabana nei quarti di finale) alla sua prima apparizione in una finale di un torneo del PSA World Tour.
Nel 2007, ha vinto il titolo del Campionato nazionale britannico di squash, battendo John White in finale, e ha vinto con la nazionale inglese il campionato mondiale maschile 2007 a Chennai, in India. Ha mantenuto il titolo nazionale britannico nel febbraio 2008, battendo in finale Lee Beachill. Pochi mesi dopo ha raggiunto la finale del British Open, perdendo in finale in cinque set contro David Palmer. Nel 2009, ha raggiunto le semifinali del campionato mondiale maschile e nel gennaio 2010 ha vinto il Tournament of Champions a New York, sconfiggendo il numero 1 del mondo Ramy Ashour in finale e perdendo un solo set durante tutto il torneo. Alla fine del 2011, Willstrop ha vinto 15 partite di fila, conquistando 3 titoli consecutivamente e divenendo per la prima volta nella sua carriera numero 1 al mondo, nel gennaio 2012.
Ha vinto la medaglia d'oro nel singolo e la medaglia di bronzo nel doppio ai Giochi del Commonwealth del 2018 . Nel singolare maschile ha battuto in finale Paul Coll della Nuova Zelanda per 3-0. Nel 2019 e nel 2020,  ha vinto il titolo nazionale britannico, battendo rispettivamente Daryl Selby e Joel Makin in finale. Ai Giochi del Commonwealth del 2022 ha vinto la medaglia d'oro insieme a Declan James nel doppio maschile.